# Ronde van Noord-Holland 2010
Il Ronde van Noord-Holland 2010, sessantacinquesima edizione della corsa, valido come evento dell'UCI Europe Tour 2010 categoria 1.2, si svolse il 25 aprile 2010 su un percorso di 211 km. Fu vinto dal tedesco Robert Wagner, che terminò la gara in 4h 46' 24" alla media di 44,2 km/h.
Furono 77 i ciclisti che portarono a termine la competizione.

## Ordine d'arrivo (Top 10)
| Pos. | Corridore         | Squadra         | Tempo    |
| ---- | ----------------- | --------------- | -------- |
| 1    | Robert Wagner     | Skil-Shimano    | 4h46'24" |
| 2    | Geert Omloop      | Palmans Cras    | s.t.     |
| 3    | Jens Mouris       | Vacansoleil     | s.t.     |
| 4    | Steffen Radochla  | Nutrixxion      | s.t.     |
| 5    | Roy Hegreberg     | Sparebanken     | s.t.     |
| 6    | Erwan Brenterch   | Aix-en-Provence | s.t.     |
| 7    | Jempy Drucker     | Differdange     | s.t.     |
| 8    | Joost van Leijen  | Vacansoleil     | s.t.     |
| 9    | Ivor Bruin        | Paesi Bassi     | s.t.     |
| 10   | Bert-Jan Lindeman | Cycl. Jo Piels  | s.t.     |